# Taya Reimer
Taya Riley Reimer (Fishers, 24 agosto 1995) è una cestista statunitense naturalizzata montenegrina.
È la figlia di Ben Davis.

## Carriera
Con gli Stati Uniti ha disputato i Giochi panamericani di Toronto 2015.